# Clio
Clio (in greco antico: Κλειώ?, Kleiṑ) è un personaggio della mitologia greca.
Musa della storia, custodiva il passato di stirpi, uomini e città, ispirando poeti e aedi che ne diffondevano e glorificavano caratteri ed imprese.
Nell'età classica, veniva rappresentata con in mano una tavoletta da scrittura, o una pergamena aperta; più tardi, anche seduta accanto a una cassa di libri. A lei è dedicato il nome dell'asteroide 84 Klio.

## Etimologia
Il nome Clio proviene dalla medesima radice del verbo κλείω klèiō che in greco significa "rendere famoso" o "celebrare". Il suo nome sottolinea quindi come coloro che sono oggetto di encomio nelle opere dei poeti e dei cantori ne ottengano rinomanza e gloria duratura.

## Genealogia
Come le altre Muse, era figlia di Zeus e della titanide Mnemosine. A sua volta, fu madre di Imene e di Giacinto, che ebbe da Piero, figlio di Magnete.